# Jean Libbrecht
Jean Libbrecht (Menen, 26 september 1934 - Roeselare, 2 april 2016) was een Belgisch arts en politicus voor de VLD. Hij was van 1995 tot 2000 burgemeester van Menen.

## Biografie
Jean Libbrecht startte in 1959 als huisarts in Menen. In 1983 werd hij er gemeenteraadslid en in 1995 in navolging van Gilbert Bossuyt burgemeester in een CVP-VLD-GeBe (Gemeentebelangen)-coalitie. In 1997 kreeg hij een trombose, waarbij hij verlamd geraakte. Libbrecht deed zijn legislatuur als burgemeester toch uit en bleef gemeenteraadslid tot 2006. Bossuyt volgde hem terug als burgemeester op. Een jaar later kreeg hij de titel van ere-burgemeester.
Hij was in 1963 medeoprichter van supportersclub Stadion Devos van Sporting Menen, waar hij ook als clubarts actief was.
Libbrecht was getrouwd met Wivine Joye, die bij de gemeenteraadsverkiezingen van 2012 als lijsttrekker op de Open Vld-lijst stond.